# 모리 모토노리 (1839년)

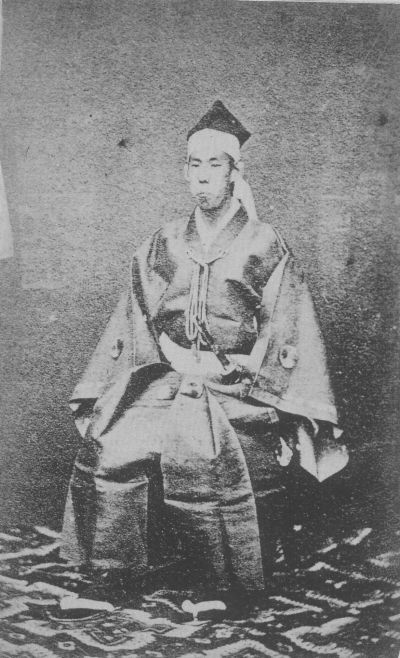
모리 모토노리

모리 모토노리 / 사다히로(일본어: 毛利 元徳 / 貞広, 1839년 10월 28일 - 1896년 12월 23일)는 조슈번의 제14대 마지막 번주이다. 훗날 공작으로 위계는 종1위, 훈등은 훈1등이다.

## 생애
도쿠야마번(徳山藩) 제8대 번주 모리 히로시게(毛利広鎮)의 열 번째 아들로 태어났다. 어머니는 미야케 사이스케(三宅才助)의 딸로 측실인 다키제(多喜勢)이다. 사이스케는 환갑인 맞기 2년 전인 1837년에 은거하고, 이미 성인이었던 일곱 째 아들인 모토미쓰(모토노리의 이복 형)가 영주를 계승했다. 모토노리의 형들로는 다른 후쿠하라 가문(에치고, 조슈 번 가로인 후쿠하라 가를 이었다.), 아키모토 유키토모(야마가타번주, 후 다테바야시번주) 등이 있다. 모리 모토노리의 가문은 조슈 번의 조상인 데루모토의 남계 혈통을 이어 모리가로 분가했지만, 히로시게의 증조부인 모리 모토쓰구(데루모토의 손자)가 본가의 후계자 후보에서 제외된 것이 원래의 조슈번 내 불화를 낳고 있었다. 모토노리의 4대 요시히로부터, 데루모토 직계 조슈 번주이다.
1852년 2월 27일 선대 번주 모리 다카치카에게 대를 이을 아들이 없었기 때문에 그 양자 가된다. 처음에는 히로아쓰(広封)로 불렸다. 1857년 안세이 원년 2월 18일, 양부 다카치카의 적자가 된다. 같은 해 3월 9일 종4위하 시종 나가토 모리로 임관한다. 또한 쇼군 도쿠가와 이에사다로부터 편휘 ‘定’을 받아 사다히로(定広)라고 칭하게 된다.
1858년 안세이 5년, 조후번주 모리 모토유키(毛利元運)의 둘째 딸 모리 야스코(毛利安子)와 혼례를 올린다. 긴키(야스코)는 모토노리를 전후해서 다카치카의 양녀가 되었다.
1864년 겐지 원년 7월 14일 금문의 변이 일어나 산조 사네토미 등을 따라 군사를 이끌고 교토로 간다. 7월 21일, 금문의 변의 패배를 알고 야마구치로 되돌아간다. 8월 22일, 막부의 관직을 박탈당했다. 또 ‘정’의 글자를 몰수당하고 다시 ‘히로앗’(広封)으로 되돌린다. 메이지 유신 이후 ‘모토노리’(元徳)로 개명한다.
1868년 게이오 4년 2월 상경하였고, 3월 의정에 취임한다. 1869년 메이지 2년 6월 4일 양부 다카치카의 은거로 뒤를 이어 종3위, 참의원이 되었다. 취임 직후 판적봉환으로 지번사가 되었다. 1871년 메이지 4년 폐번치현으로 면직되어, 도쿄로 옮기면서 제15대국립은행장, 공작, 귀족원 의원을 지냈다.
1896년 12월 23일 향년 57세로 사망했으며, 국장을 하사하고, 호는 忠愛公이다.

## 영전
- 1884년 (메이지 17년) 7월 7일 - 공작[1]
- 1887년 (메이지 20년) 9월 21일 - 정2위[2]
- 1887년 (메이지 20년) 9월 29일 - 금황수 포장[3]
- 1890년 (메이지 23년) 10월 21일 - 욱일대수장[4]
- 1896년 (메이지 29년) 12월 24일 - 기리하나 대수장[5]